# Bauchi (Sprache)
Die Sprache Bauchi (ISO 639-3: bsf; auch bauci, baushi, kushi) ist eine platoide Sprache aus der Gruppe der Kainji-Sprachen, die von insgesamt 20.000 Personen im nigerianischen Bundesstaat Niger in den Lokalen Regierungsarealen Rafi und Shiroro gesprochen wird.
Das Bauchi bildet zusammen mit der Sprache Gurmana [gvm] innerhalb der West-Kainji-Sprachen die Untergruppe Baushi-Gurmana. Bauchi hat drei Dialekte: wayam-rubu, madaka (adeka) und supana.